# 세르게이 스카베르킨
세르게이 스카베르킨 (러시아어: Серге́й Серге́евич Скабе́лкин, 1976년 10월 21일 ~)은 사업가, 은행 분야의 전문가이며 온라인 뱅킹 비즈니스 제작자이다. 스카베르키킨은 블록 체인 기술, 암호화폐 및 가상화폐 시장의 규제, 기존 은행의 전망에 대한 전문가이다. 스카베르키킨은 ICO (초기 코인 오퍼링) 런칭 고문, 핀테크 스타트업 멘토, 다수의 전문적 미팅 및 해카톤의 심사 위원으로 활동한다.

## 학력
하르키우에서 고등학교 №82를 졸업했으며 두 대학에서 우등으로 졸업했다.
1996년 Polytechnic Institute|하르키우 국립 기술 대학교 내화 비금속 및 규산염 재료의 화학 기술 (Chemical Technology of Refractory Non-Metallic and Silicate Materials) 전문가 학위 취득
2005년 Engineering Pedagogics Academy|우크라이나 공학 교육학 아카데미에서 지적 재산권 전문가 학위 취득.

## 경력
2002년부터 2006년까지 하르키우 카미느테르느스키 지역 의회 회원이다.
하르키우 도시 경제 국립 아카데미의 학생 회관, 청소년, 문화, 체육 및 체육위원회 및  카미느테르느스키 지역의 청소년 사회복지 센터의 지역을 발전시켰다.
지난 10년 동안 은행 부문에서 수많은 프로젝트를 성공적으로 수행했다.
다음과 같은 은행에서 근무했다.
2005년부터 2007년까지 KB Privat Bank (Privat Credit 프로젝트)
2007년부터 2008년까 Russian Standard Bank (ссылка?)
2008년부터 2009년까지 SwedBank
2012년 Smartfin (주) (mPOS 터미널 2CAN)
2013년, 2014년 Alfa Bank, 소매업을 위한 프로젝트 몇 개 수행
2013년 LifeFood 벤처 자금 (LifePad 프로젝트)
2013-2015 FidoBank (주) (FidoWallet 프로젝트).
mPOS 분야 및 NFC HCE CBPP 기술을 기반으로 한 핀테크 분야의 스타트업,  로열리티 프로그램 및 모바일 지갑 스타트업을 제작하고 발전시키는 일에 적극적으로 참여했다.
우크라이나에 FinTech Cluster 보관됨 2017-08-11 - 웨이백 머신 벤처 허브를 공동 창립했다. FinTech 클러스터는 비영리 조직이자 우크라이나의 IT 영역을 발전시키기 위하여 설립되었다.
2012년부터 우크라이나 전자 상거래 비즈니스 협회 (Ukrainian E-Commerce Business Association) 부회장 직을 맡고 있다.
개별화된 컨설팅 서비스로 확보한 최초의 토큰인 Waves 플랫폼에서 작동하는 SkaCoin을 만들었다.
국제 핀테크 컨퍼런스에 정기적으로 참가한다.

## 수상
2007년에는 우크라이나 인민 대사관에서는 세계에서 우크라이나 명성을 높이는 데 기여한 공로를 인정 받고 성 니콜라우스의 3급 훈장을 수여
2016년에 PaySpace Magazine Awards에서 '전자 상거래 및 핀테크 분야에서 올해의 전문가'로 선정